# Ngila Dickson
Ngila Dickson est une costumière néo-zélandaise née en 1958 à Dunedin.

## Filmographie

### Chef costumière
- 1989 : The Rainbow Warrior Conspiracy (TV)
- 1990 : User Friendly
- 1991 : My Grandpa Is a Vampire
- 1992 : Le Rainbow Warrior (The Rainbow Warrior)
- 1992 : Crush
- 1993 : Jack Be Nimble (en)
- 1994 : Créatures célestes
- 1995 : Peach
- 1995-1999 : Xena, la guerrière (TV)
- 1995 : Hercule (TV)
- 1995 : Mysterious Island (TV)
- 1998 : Young Hercules (vidéo)
- 2001 : Le Seigneur des anneaux : La Communauté de l'anneau
- 2002 : Superfire, l'enfer des flammes (TV)
- 2002 : Le Seigneur des anneaux : Les Deux Tours
- 2003 : The Extreme Team
- 2003 : Le Dernier Samouraï
- 2003 : Le Seigneur des anneaux : Le Retour du roi
- 2004 : Jusqu'au cou
- 2006 : L'Illusionniste
- 2006 : Blood Diamond
- 2008 : L'Amour de l'or
- 2009 : L'Enquête
- 2011 : Green Lantern
- 2012 : Mr. Pip
- 2012 : Emperor de Peter Webber
- 2014 : Dracula Untold
- 2016 : Tigre et Dragon 2 (Crouching Tiger, Hidden Dragon: Sword of Destiny) de Yuen Woo-ping
- 2019 : Terminator: Dark Fate de Tim Miller
- 2022 : Peter Pan et Wendy (Peter Pan & Wendy) de David Lowery
- 2024 : Madame Web de S. J. Clarkson

### Département costumes et garde-robe
- 1990 : Ruby and Rata

### Actrice
- 1981 : Strange Behavior (en)

## Distinctions

### Titres
- 2004 : Officier de l'Ordre du Mérite de Nouvelle-Zélande[1]

### Récompenses
- BAFTA 2003 : meilleurs costumes pour Le Seigneur des anneaux : Les Deux Tours[2]
- 2004 : Oscar des meilleurs costumes pour Le Seigneur des anneaux : Le Retour du roi
- 2004 : Costume Designers Guild pour Le Seigneur des anneaux : Le Retour du roi[3]

### Nominations
- 2002 : Oscar des meilleurs costumes pour Le Seigneur des anneaux : La Communauté de l'anneau
- BAFTA 2002 : meilleurs costumes pour Le Seigneur des anneaux : La Communauté de l'anneau[4]
- 2004 : Oscar des meilleurs costumes pour Le Dernier Samouraï
- BAFTA 2004 : meilleurs costumes pour Le Seigneur des anneaux : Le Retour du roi (avec Richard Taylor)[5]